# Alexandre Blok
Ne doit pas être confondu avec Alexandre Blokh, dit Jean Blot
Pour les articles homonymes, voir Blok.
Œuvres principales
- Les Douze (poésie, 1918)
- Cantiques de la Belle Dame (poésie, 1904)
- Le Monde terrible (poésie, 1898-1914)

Alexandre Blok (en russe : Алекса́ндр Алекса́ндрович Блок, Aleksandr Aleksandrovitch (von) Blok) est un poète russe né le 16 novembre 1880 (28 novembre dans le calendrier grégorien) à Saint-Pétersbourg où il est mort le 7 août 1921.

## Biographie
Petit-fils d'Andreï Beketov, botaniste et recteur de l'université de Saint-Pétersbourg, Alexandre Blok est né dans une famille aisée, descendant de Johann von Block ou Blok, médecin privé de l'empereur. Il a pour père un professeur de droit à Varsovie, Alexandre Lvovitch Blok (beau-frère du Général Belaïeff), excellent musicien et fin styliste, qu'il n'a l'occasion de voir qu'à de brèves vacances de Noël, mais avec lequel il entretient une correspondance régulière dès son adolescence.
Après la séparation de ses parents peu après sa naissance, il fréquente pendant les grandes vacances d'été le monde aristocratique dans le petit manoir familial de Chakhmatovo, près de Moscou, où il découvre la philosophie de son oncle Vladimir Soloviev ainsi que les poètes du XIXe siècle tels que Fiodor Tiouttchev et Afanassi Fet (1820-1892), poète précurseur de l'impressionnisme russe. Il est d'abord influencé par Mikhaïl Lermontov, par Heinrich Heine, ainsi que par l'art poétique de Paul Verlaine. « De la musique avant toute chose » sera toujours la clef de voûte de son esthétique.

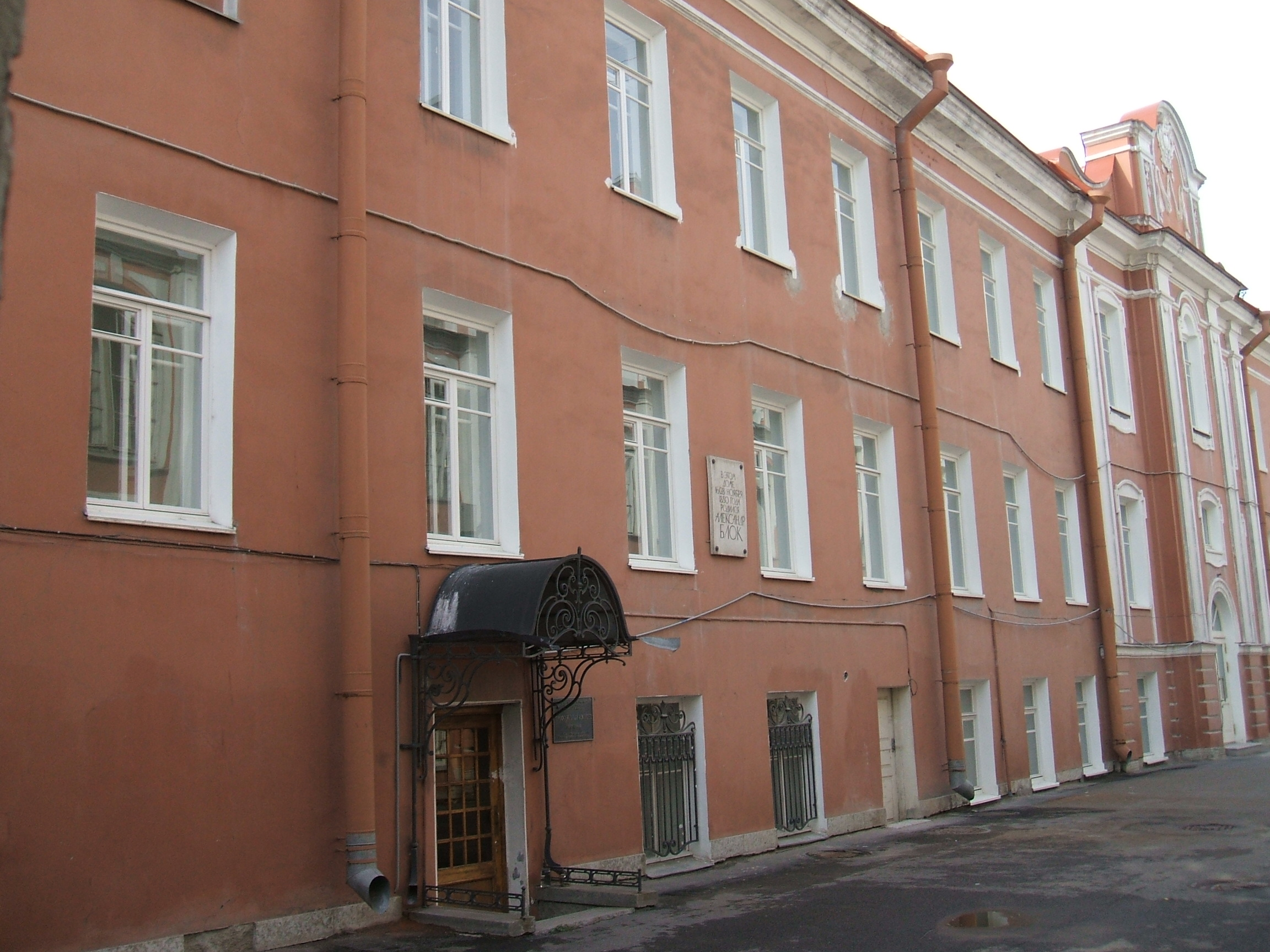
Maison de l'Université où vécut le poète Alexandre Blok.

Passionné de théâtre, Blok participe à de nombreux spectacles d'amateur dans la maison de Lioubov Mendeleïeva (fille de l'illustre chimiste Dmitri Mendeleïev, ami du grand-père de Blok) qui se trouve à Boblovo à huit kilomètres de Chakhmatovo. Il y puise son inspiration et son influence pour sa première pièce. Il commence en 1898 des études de droit, mais la découverte de la poésie et de la philosophie moderne l'oriente vers les Lettres. C'est à cette époque que son cousin issu de germain, Serge Soloviev (neveu de Vladimir Soloviev), devient l'un de ses amis intimes.
Il tombe amoureux de Lioubov Mendeleïeva, qu’il épouse en 1903. Le mariage est malheureux. Blok mène alors une vie privée tumultueuse, s'attachant par exemple à l'actrice Natalia Volokhova (en 1907), fréquentant souvent des prostituées et les chanteuses des cabarets tziganes. Victime de maladies vénériennes, Blok ne consomme le mariage qu'après une attente de six mois. Selon le témoignage de son épouse, le mariage ne fut que très épisodiquement consommé entre 1904 et 1906. À partir de cette date, les époux n'eurent pratiquement plus aucun commerce sexuel. Une situation que Lioubov dénonce comme un « mensonge ».
Pierre Léon écrit :

« Par dégoût de l'acte sexuel avec les femmes “trop belles”, le poète fréquente beaucoup les prostituées (peut-être laides). Sa muse est triste, urbaine, ou folle, neigeuse. »

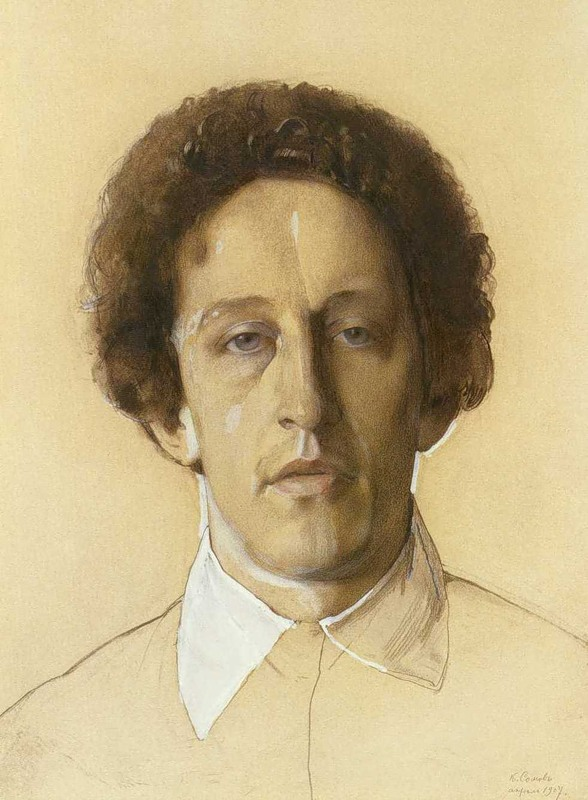
Portrait de Blok en 1907 par Constantin Somov.

C'est le sujet même de son livre Les Tréteaux et des vers à propos de Faïna et du Masque de neige. À partir de la fin de la guerre et après la révolution, miné par les années terribles que traverse son pays, lui-même étant la plupart du temps dépressif, il demeure malgré tout fidèle à sa femme, car le lien avec elle est bien le plus fort.
Il est diplômé ès lettres en 1906. Deux événements tragiques assombrissent l'année 1909 : Lioubov Blok perd son enfant et le père du poète meurt. Après ces épreuves, le jeune ménage part pour un voyage en Italie. Ainsi trois voyages (un en Italie et deux en France), et tous les six ans un séjour à Bad Nauheim, auquel il prête une signification mystique particulière, semblent épuiser sa biographie.

« Sa vie a été sans événements. Il est allé à Bad Nauheim. Il n'a rien fait, il s'est contenté de chanter. De chanter une chanson infinie. Pendant vingt ans, de 1898 à 1918. Puis il s'est arrêté ; et aussitôt il est entré en agonie. La chanson était sa vie. La chanson s'est arrêtée, et lui aussi. »

Il est enterré au cimetière orthodoxe de Smolensk (Saint-Pétersbourg) où sont enterrées les familles Békétov et Katchalov. Une courte cérémonie a lieu à l'église de la Résurrection, qui dessert le cimetière. En 1944, sa dépouille est transférée à la passerelle des écrivains du cimetière Volkovo avec celle de son beau-père et de sa femme (morte en 1939).

## Œuvre
Sa biographie intime se trouve tout entière dans son œuvre lyrique que se partagent trois volumes. Le premier volume, fruit de l'influence de Vladimir Soloviev et d'une expérience mystique personnelle, chante les rencontres avec La Belle Dame et leurs illuminations éteintes. Le second marque la retombée, le retour sur terre, vers les hommes, l'abandon aux passions : ironie et dissonances y prédominent. Enfin, le troisième volume, synthèse des deux premiers, évoque le châtiment, le « monde terrible », les destinées tragiques de la Russie : l'art de Blok atteint alors son plein épanouissement.

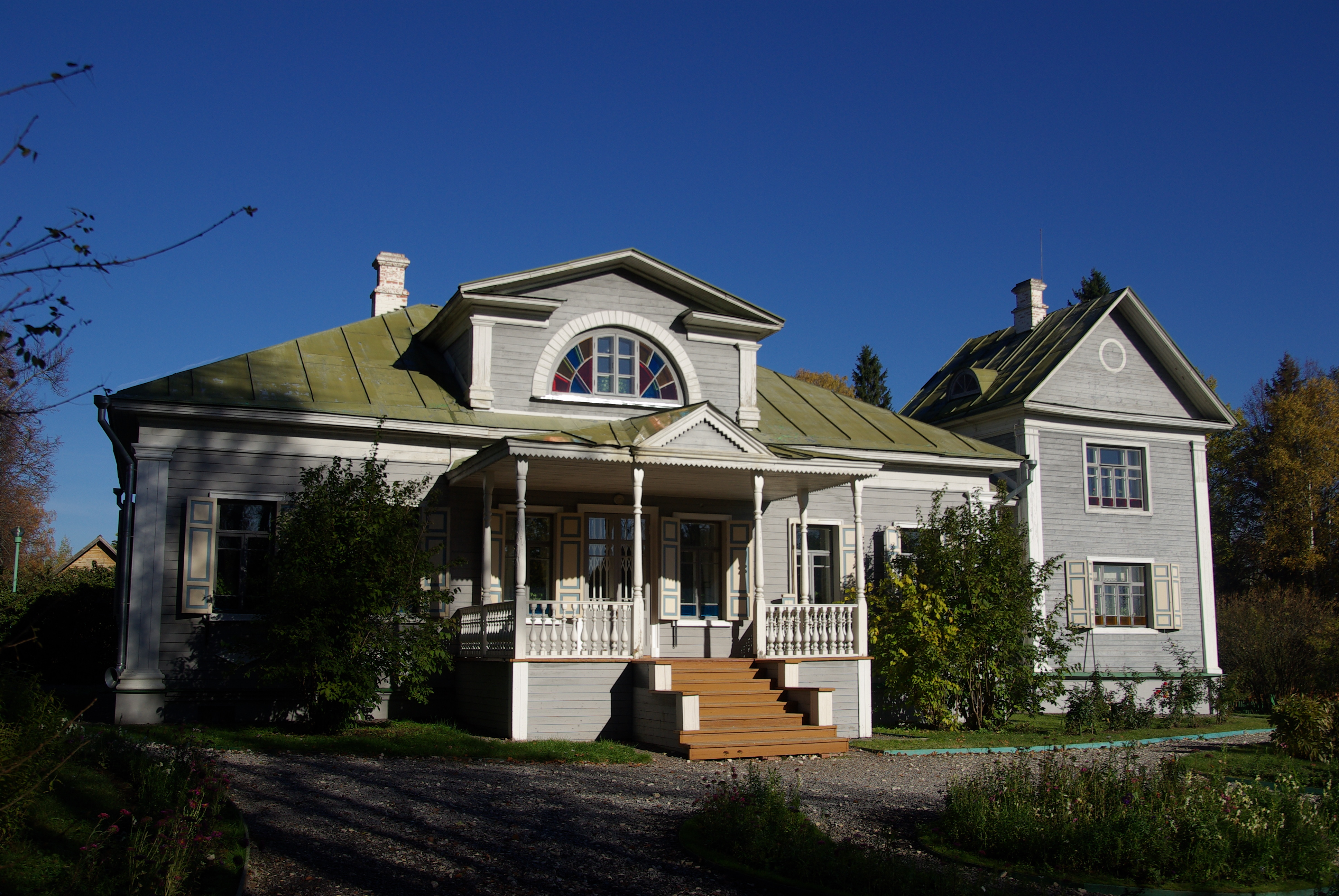
La maison de campagne de Chakhmatovo.

Dans le tumulte de sa vie affective, il noircit nombre de pages teintées de symbolisme, qui en font un des chefs de file du mouvement symboliste en Russie, autour de la poétesse Zinaïda Hippius. Avec son ami-ennemi Andreï Biély, nombreuses sont les discussions entre les frères ennemis. Biély le fait apparaître dans ses Mémoires :

« … sa bouche oblique mâchonnait une herbe arrachée au passage ; il formulait lentement sa pensée, soulignant que ce n'était pas un caprice : non, il se connaissait bien : nous le prenons pour quelqu'un de lumineux ; c'était faux : il était quelqu'un d'obscur. "Tu as tort de penser que… Je ne comprends pas que"… La voix parut s'assécher ; une voix de nez, un peu embrumée, fissurée ; il découpait les mots à la hache comme des copeaux de bois résineux et me demandait inconsciemment pardon par un regard de ses yeux bleus qui semblaient ne pas voir : "Oui, je suis obscur !" »

Vers la fin de sa vie, il s'intéresse candidement à la politique, fréquentant les bolcheviks, mais son manque d'engagement ternit sa réputation et il sombre dans la dépression pour mourir, dit-on, de la famine causée par la guerre civile russe (cette thèse semble controversée). Selon Georges Nivat :

« Alexandre Blok en 1918 se félicitait du pillage de la bibliothèque de Chakhmatovo, son nid familial, notait dans son carnet que tout bien, même spirituel, est fruit d’une rapine, écrivait son article Catilina, pour saluer un "bolchevik romain". »

Il est très connu pour son poème à L'Inconnue (Neznakomka), traduit dans plusieurs langues. Il ouvrit la porte à toute la modernité poétique russe. Le poète Maïakovski fut l'un des premiers à le reconnaître comme un moderne. Marina Tsvetaeva le considérait comme « un dieu de la poésie ». Sa fille, Ariadna Efron, écrit :

« Tsvetaeva plaçait l'œuvre de Blok seul à une hauteur si céleste (non pas que cette œuvre fût détachée de la vie, mais plutôt purifiée par elle, comme on se purifie par le feu) qu'elle n'osait, vu sa tendance à la culpabilisation, espérer atteindre pareille hauteur dans la création ; c'est devant cette œuvre seulement qu'elle s'agenouillait. »

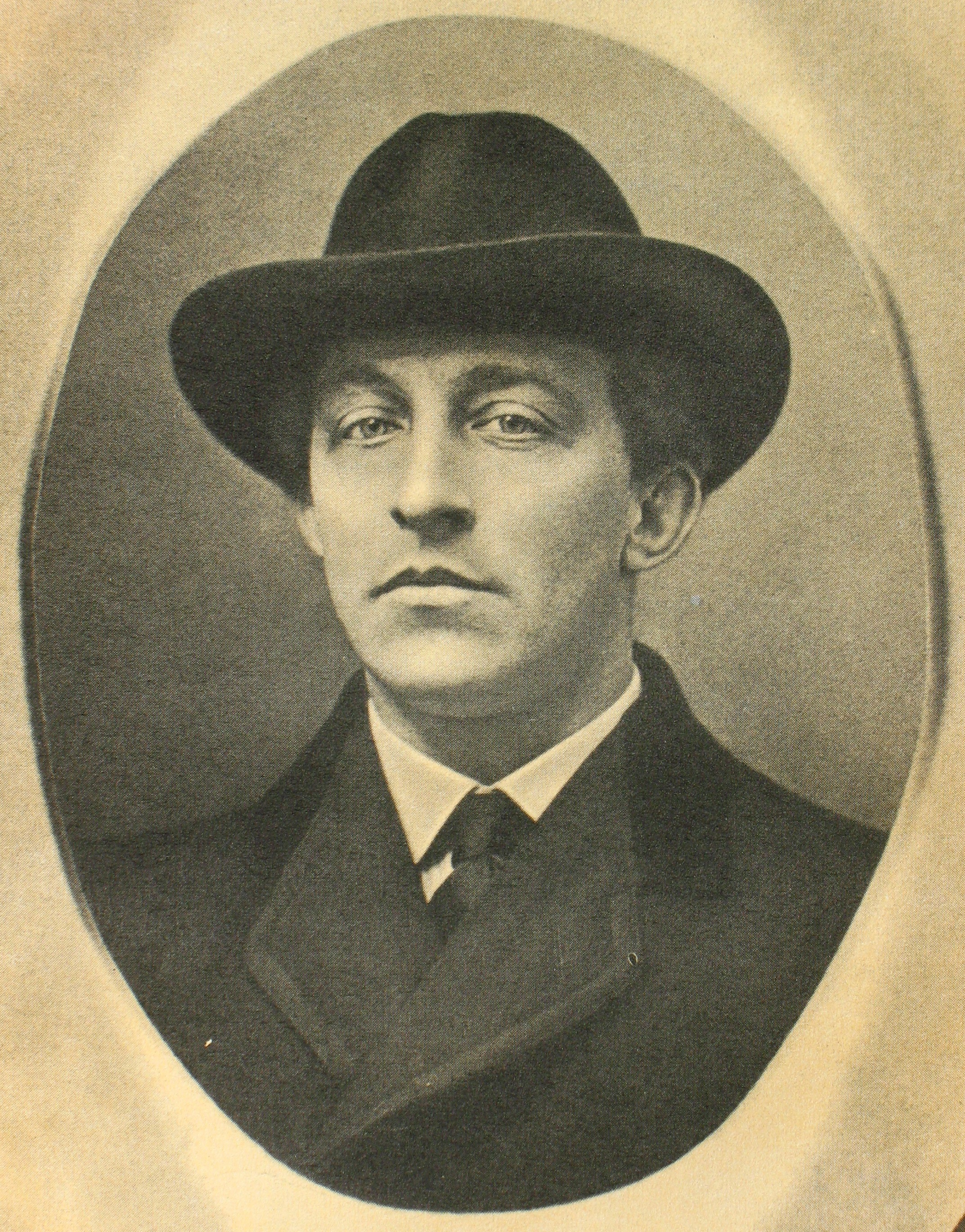
Photographie de passeport de Blok peu avant la révolution.

Son œuvre la plus célèbre reste le poème Les Douze (parfois intitulé seulement Douze ; en russe : Двенадцать, Dvenatsat ; 1918). « Acte de rupture, Douze l'est avant tout avec l'épanchement lyrique de la poésie subjective. Il ne s'agit donc ni de collages ni de récits, mais d'une unité rythmique qui fait de la voix du poème le théâtre d'une multiplicité de voix, et inversement ». Seul chef-d'œuvre inspiré par la révolution russe, qui fut pour lui suprême espoir et suprême désillusion.
Selon le critique français Jean-Baptiste Para, Angelo Maria Ripellino a décrit avec une impeccable précision le style génial et déroutant de ce poème :

« L'écriture, violemment secouée de syncopes et de ruptures, de sautes métriques, d'âpres dissonances (sifflements, aboiements du vent, piétinement, balles qui crépitent), mêle dans une pâte lexicale insolite des slogans d'affiche politique et des formules de prière, des constructions d'odes solennelles et des injures des rues, les termes grossiers du slang prolétarien et des accents de romance. »

« Alexandre notre Soleil », comme l'écrit Anna Akhmatova le jour de ses obsèques, meurt à Pétrograd en 1921 de désespoir, après de longs mois de souffrances physiques et morales. « Bien sûr, Blok n'est pas des nôtres. Mais il a eu un élan vers nous… Le fruit de cet élan, c'est l'œuvre la plus considérable de notre époque : le poème Les Douze restera éternel », écrit Léon Trotsky dans Littérature et Révolution (1924). Le 16 avril 1920, Blok avait écrit une note sur Les Douze :

« On verra bien ce que le temps en fera. Peut-être toute politique est si sale qu'une seule goutte altère le poème et gâte tout le reste ; peut-être qu'elle n'en détruira pas la signification ; peut-être, finalement — qui sait ! — s'avérera-t-elle le ferment grâce auquel on lira Les Douze dans un temps qui ne sera plus le nôtre. »

Le théâtre de Blok, Les Tréteaux (1906) ainsi que La Rose et la Croix (1911), vaut plus par son lyrisme que par ses qualités dramatiques. Ses articles critiques, ses carnets intimes et sa correspondance révèlent un être d'une vérité et d'une exigence rares. Il a été appelé le « premier romantique russe ». En effet, nul plus que lui n'a autant rêvé de l'absolu sur terre, n'a autant aimé et désespéré à la fois. Il fut par son inspiration mystique et par son lyrisme tragique, portés par une musique sans égale, un précurseur de la modernité poétique russe. Avec son ami, André Biély, ils demeurent tous deux les chefs de file de la seconde génération symboliste en Russie, la première génération étant dominée par le fondateur du symbolisme russe, Valery Brioussov.

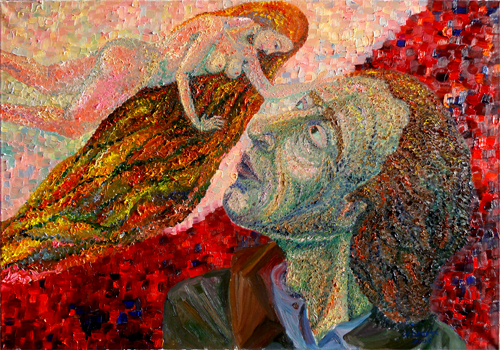
Portrait d'Alexandre Block, Irina Belova, 2008.

Blok écrit : « Pouchkine est mort… Ce qui l'a tué ce n'est pas la balle de D'Anthès. Ce qui l'a tué, c'est l'absence d'air… ».
Pouchkine avait écrit, note Sophie Laffitte, que ce qui existe, c'est la paix et la liberté.
Il enchaîne : « Paix et liberté ; elles sont indispensables au poète pour pouvoir libérer l'harmonie. Mais on lui enlève et la paix et la liberté. Non pas la paix extérieure, mais celle qui est nécessaire au créateur. On lui enlève aussi… la volonté de créer, sa liberté secrète et profonde. Et le poète meurt parce qu'il ne peut plus respirer, la vie a perdu tout son sens. »
Korneï Tchoukovski, pressentant venir la fin de l'« Âge d'or de la littérature russe » dominé par Pouchkine, note en 1921 dans son Journal (1901-1929) : « Avec Blok c'est toute la littérature russe qui s'achève. Voilà le plus terrible. La littérature est un travail des générations, travail de tous les instants, ininterrompu, interaction complexe de tout ce qui s'est imprimé au cours des siècles ».
Si l’« Âge d’argent » s'achève, le futurisme russe ou cubo-futurisme avec Maïakovski et Khlebnikov ainsi que l'acméisme avec Goumilev, Akhmatova, Kouzmine et surtout Mandelstam, vont ouvrir la voie de la modernité poétique en Russie.

## Œuvres traduites en français

### Poésie
- Les Douze, traduction de Y. Sidersky, dessins de J. Annenkoff, Paris, Au Sans Pareil, 1923
- Elégies, traduction de Charles Baudouin, Bruxelles, Les cahiers du journal des poètes, 1935
- Quatre Poètes russes, avec Les Douze de Blok, traduits par Armand Robin (1949) ; rééd. Le Temps qu'il fait, 1985
- Blok dans Anthologie de la poésie russe, la Renaissance du XXe siècle, par Nikita Struve (ru), Aubier-Flammarion, 1970
- Les Douze, présentation et traduction de Brice Parain, Paris, Le Nouveau Commerce, 1978
- poëmes de Blok Aleksandr, traduit par Christian Mouze, édition bilingue[25], chez albédo, 1990
- Poésies, poèmes choisis, traduits du russe et suivis d'un essai par Jacques-Alexandre Mascotto, Bruxelles, La Lettre volée, 1991
- Cantiques de la Belle Dame, présentation et traduction de Jean-Louis Backès, Paris, éditions de l'Imprimerie nationale, 1992
- Poèmes, collection bilingue (traducteurs multiples), Paris, Éditions Librairie du Globe, 1994
- Le Monde terrible, traduit du russe et présenté par Pierre Léon, Poésie/Gallimard, 2003
- Cinq poètes russes du XXe siècle (Blok. Akhmatova. Mandelstam. Tsvétaïéva. Brodsky), présentation et choix de Jean-Baptiste Para, Poésie/Gallimard, 2007
- L'Inconnue, traduction du poème suivie de trois articles, Traduire l'Inconnue, Inactualité de Blok et De l'obscur, dans Éclats d'une poétique du devenir posthumain par Serge Venturini, Livre II, Éditions L'Harmattan, coll. « Poètes des cinq continents », Paris, 2007  (ISBN 978-2-296-03301-6), p. 91-100
- (ru + fr) Douze, traduction Olivier Kachler, Éditions Allia, Paris, 2008, 80 p.  (ISBN 978-2-84485-263-2)
- Les Douze, traduit par Henri Abril ; avec 30 illustrations originales de Georges A. de Pogédaïeff faites en 1945, éditions Art Volkhonka, Paris-Moscou, 2017  (ISBN 978-5-906848-22-2)
- Sur le bûcher de neige, anthologie bilingue (1898-1921), éditions Circé 2020, 379 pages  (ISBN 978-2-84242-466-4) ; poèmes traduits par Henri Abril et Cyrilla Falk, édition fortement augmentée et corrigée du recueil paru en 1994 (voir ci-dessus)

### Autres œuvres
- Œuvres en prose (1906-1921), traduction et préface de Jacques Michaut, Lausanne, Éditions L'Âge d'homme, 1974
- Œuvres dramatiques, traduction et présentation de Gérard Abensour, Lausanne, Éditions L'Âge d'homme, 1982

## Hommages

Timbres-poste à l'effigie d'Alexandre Blok
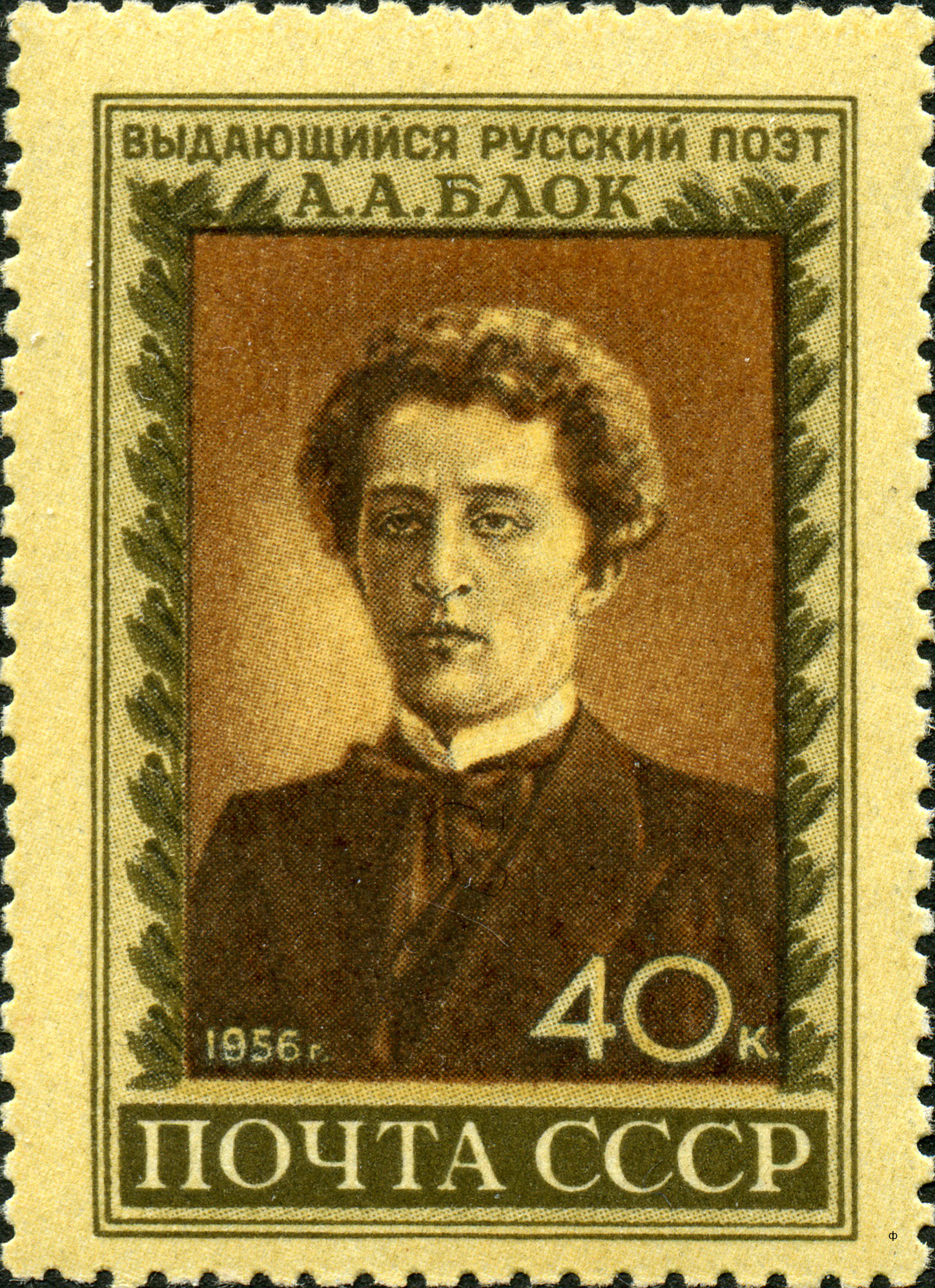
Timbre soviétique (1956).
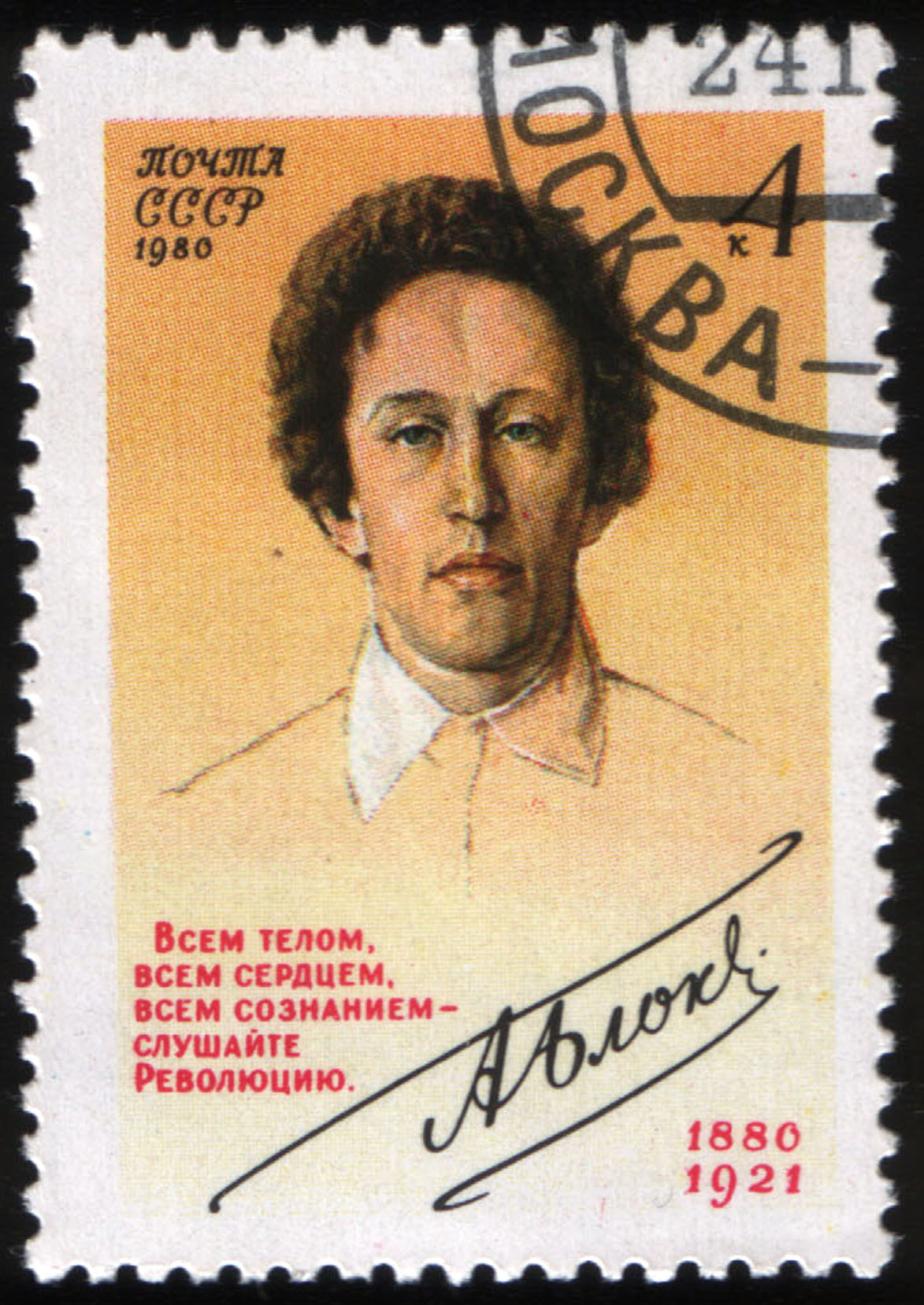
Timbre soviétique (1980).

- Dmitri Chostakovitch a mis en musique Sept romances sur des poèmes d'Alexandre Blok, pour soprano et trio piano, violon et violoncelle (opus 127 / 1967).

- (2540) Blok, astéroïde